# Psyllopsis fraxinicola
Psyllopsis fraxinicola är en insektsart som först beskrevs av W. Foerster 1848.  Psyllopsis fraxinicola ingår i släktet Psyllopsis och familjen rundbladloppor. Enligt den finländska rödlistan är arten nära hotad i Finland. Arten är reproducerande i Sverige. Artens livsmiljö är lundskogar. Inga underarter finns listade i Catalogue of Life.